# آناسازی‌سور
آناسازی‌سور (نام علمی: Anasazisaurus) نام یک گونه از تیره هادروسارید است.